# 56329 Tarxien
56329 Tarxien este un asteroid din centura principală de asteroizi.

## Descriere
56329 Tarxien este un asteroid din centura principală de asteroizi. A fost descoperit pe 28 noiembrie 1999 la Observatorul Kleť de Jana Tichá și Miloš Tichý. Asteroidul prezintă o orbită caracterizată de o semiaxă mare de 2,33 ua, o excentricitate de 0,05 și o înclinație de 5,8° în raport cu ecliptica.